# Dunja Rihtman-Auguštin
Dunja Rihtman-Auguštin (Sušak, 6. rujna 1926. – Zagreb, 4. studenog 2002.) hrvatska etnologinja.

## Životopis
U Sušaku je pohađala gimnaziju koju je zbog rata morala prekinuti. Nakon rata u Zagrebu je maturirala i diplomirala etnologiju na Filozofskom fakultetu. Radila je kao novinarka, te stručna savjetnica u Ekonomskom institutu. Bila je predstojnica Instituta za narodnu umjetnost (danas Instituta za etnologiju i folkloristiku) i predsjednica Hrvatskog etnološkog društva. Utjecala je na osuvremenjivanje etnoloških i kulturnoantropoloških teorijskih pristupa u Hrvatskoj, te povezivanje struke sa svjetskim trendovima i institucijama. Primjenjuje strukturalističku analizu Levi-Straussa u tumačenju etnografskih zapisa. Sudjelovala je u poslijediplomskoj nastavi etnologije na Filozofskom fakultetu u Zagrebu. Kao gost je predavala na sveučilištima u Sieni, Rimu, Ljubljani, Varšavi, Krakovu, Budimpešti i Baselu. Bila je dopisna članica Mađarskog etnološkog društva, članica udruge Folklore Fellows Finske akademije znanosti, dopredsjednica Međunarodnog udruženja etnologa i folklorista (SIEF). Dobitnica je uglednih domaćih i međunarodnih nagrada, među ostalima i Herderove (1997.).

## Djela
- Struktura tradicijskog mišljenja (1984.)
- Etnologija naše svakodnevice (1988.)
- Knjiga o Božiću (1992.)
- Ulice moga grada (2000.)
- Etnologija i etnomit (2001.)